# VfB Homberg
El VfB Homberg es un equipo de fútbol de Alemania que juega en la Oberliga Niederrhein, una de las ligas regionales que conforman la quinta división de fútbol en el país.

## Historia
Fue fundado el julio de 1969 en el municipio de Homberg de la ciudad de Duisburgo en la región de Renania del Norte-Westfalia luego de la fusión de los equipos Homberger SV (fundado en 1903) y SV 89/19 Hochheide (fundado en 1919).
En 1975 participa por primera vez en la Copa de Alemania donde es eliminado en la primera ronda por el DJK Güttersloh por 1-3. Durante esos primeros años pasaron entre la tercera y quinta división de Alemania Federal hasta que se da la reunificación alemana en 1990, año en le que juega en la Oberliga Nordrhein, una de las ligas que conformaban la tercera división de Alemania unificada, en donde jugaron las dos primeras temporadas hasta descender en la temporada 1991/92.
Posteriormente incluso llegaron a jugar en la sexta división nacional hasta que a partir de 2008 lograron un crecimiento asociado a no descender de categoría que lo llevaron a ganar por primera vez el ascenso a la Regionalliga West, la primera aparición en una liga profesional en la historia del club.

## Palmarés
- Oberliga Niederrhein: 1

2018/19
- Landesliga Niederrhein: 4

1970/71, 1980/81, 2002/03, 2015/16
- Niederheinliga: 1

2009/10
- Verbandsliga Niederrhein:

1989/90

## Entrenadores
- Kurt Berg (1963-65)
- Harry Copi (2000-06)
- Michael Boris (2007-08)
- Günter Abel (2008-15)
- Stefan Janßen (2015-19)
- Michael Boris (2019-)